# Aurel Vlad (sculptor)
Aurel Vlad ( n. 1954, Galați) este un sculptor, desenator și gravor român.
Este profesor universitar la  Universitatea Națională de Arte București, personalitate de prim rang a artei românesti contemporane. Din 1990 Membru al Uniunii Artiștilor Plastici din România.

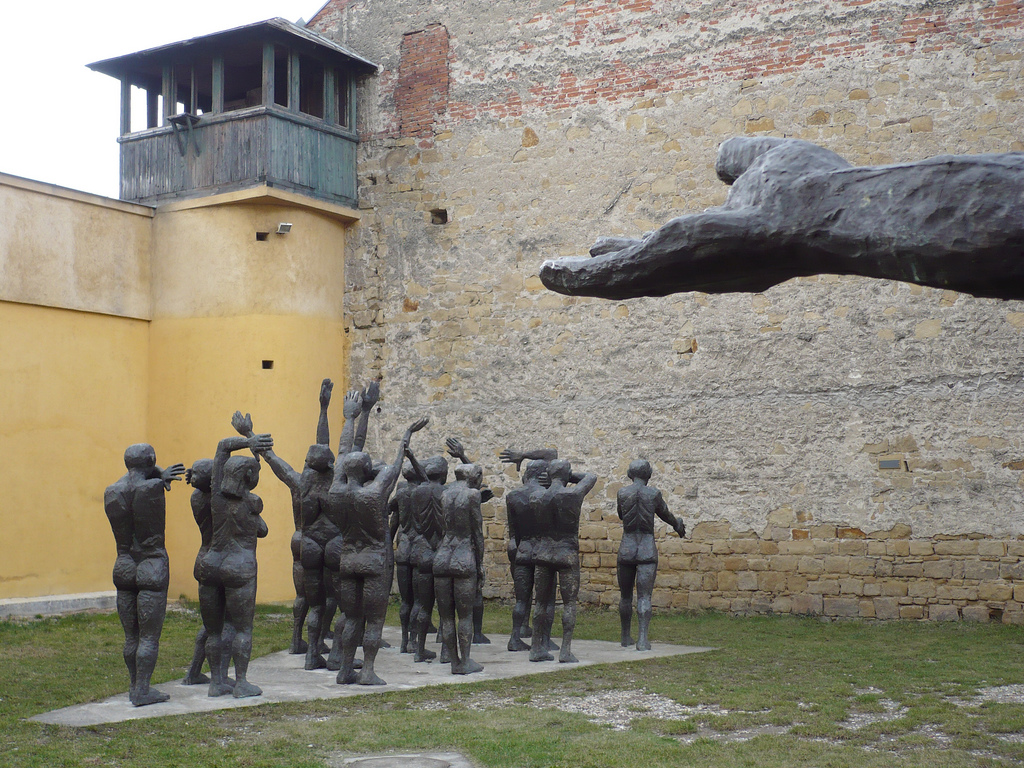
Cortegiul Sacrificaților, grup statuar din bronz realizat de sculptorul Aurel I. Vlad și amplasat în curtea interioară a fostei închisori, acum Muzeul Memorial al Victimelor Comunismului și Rezistenței Sighet

## Biografie
Aurel Vlad s-a născut la Galați. 
Aurel Vlad a absolvit, în 1984, Institutul de Arte Plastice „Nicolae Grigorescu” din București, secția Sculptură, clasa Prof. Geta Caragiu Gheorghiță și Prof. Marin Iliescu. 
Din 1990 predă la catedra Sculptură a Universității Naționale de Arte unde, din 2005, este conferențiar universitar doctor la Facultatea de Arte Plastice a Universității Naționale de Arte din București, al cărei decan este în perioada 2008–2012. În aprilie 2005 obține, în cadrul aceleiași universități, titlul de doctor în arte vizuale, cu teza: Gestul în sculptură între expresie și simbol.
Este membru al Uniunii Artiștilor Plastici din România, din 1990, și are o bogată activitate artistică, încununată cu premii și distincții. 

## Opere și expoziții

### Expoziții personale[2]
- 2023 - „Tu!/ You!” - Muzeul de Artă Constanța, curator Lelia Rus Pîrvan
- 2023 - „Mulțimile lui Vlad/ Crowds of Vlad” - Galeria Új Kriterion, Miercurea Ciuc
- 2023 - „Eclipsa/ The Eclipse” - Museikon, Alba Iulia
- 2022 - „O lume aproape fericită/ An almost Happy World” - Muzeul de Artă Craiova, curator Cătălin Davidescu
- 2020 - „Om ieșit din umbră/ Man out of the shadows” - Galeria/ Gallery Dana, Iași
- 2019 - „Hai, mergi! / Come on, go!” - Centrul Cultural Palatele Brâncovenești de la Porțile Bucureștiului, Mogoșoaia
- 2018 - „Sculptură la Puterea 2”, Sala Rotondă a Teatrului Național I.L. Caragiale din București, împreună cu Mircea Roman, curatori: Maria Pașc și Adriana Popescu.
- 2016 - „Uprooted/Dezrădăcinat” (împreună cu Cătălin Bădărău), Galeria de Artă I.C.R., Veneția, curator Cosmin Năsui
- 2016 - „Silent Witness”, Galeria Anaid, Berlin, curator Diana Dochia
- Dezrădăcinări/ Uprooting - Institutul Cultural Român, Veneția, Italia/ The Romanian Cultural Institute, Venice, Italy
- 2015 - „Martor tăcut”, Galeria Galateea, București
- 2014 - „Fiare și ferecături”, Muzeul Județean „Alexandru Ștefulescu”, Târgu Jiu, Gorj
- Când doi au devenit unul/ When two became one, Zehenstadel, Beratzhausen, Germania
- (Ne)Liniștea/ The Unrest - Galeria Simeza, București/ Simeza Gallery, Bucharest
- 2013 - Frica/ The Fear, Galeria Uj Kriterion, Miercurea Ciuc, curator Diana Dochia
- 2011 - (Ne)Liniștea unei lumi/ The Unrest of a Word - Muzeul de Artă, Timișoara, curator Marcel Tolcea
- 2010 – Personajul din atelier/ The character from the Studio, Centrul de Cultură „George Apostu”, Bacău;
- 2010 – Gest și adevăr în sculptură/ Gesture and truth in the sculpture - Centrul Cultural Palatele Brâncovenești de la Porțile Bucureștiului, Mogoșoaia
- 2010 – Galeria 418, București
- 2008-2009 Sculptură/ Sculpture - Sala Terrena, Klosterneuburg, Austria 2008 G5 Kultur am Gärtnerplatz - München, Germania
- 2008 - G5 Kultur am Gartnerplatz, Munchen, Germania
- 2007 – Zehenstadel, Hemau, Germania
- 2007 – Galeria Simeza, București, împreună cu Anca Boieriu
- 2006 – Reședința Ambasadorului Germaniei la București
- 2005 – Galeria Simeza, București
- 2002 – Galeria „DeInterese”, București
- 2001 -  Primăria orașului Gutersloh, Germania
- 1997-1998 - Muzeul Național de Artă, Sala Krețulescu, București
- 1997 - Galeria Catacomba, București
- 1993 - Galeria Catacomba, București
- 1990 - Galeria Orizont, București

### Expoziții naționale și internaționale de grup -selectie[3]
- 2013 - „FIG 1”, Galeria Simeza, București
- 2012 - „Mirajul Politic”, „Galeria Totem 2”, Venezia
- 2011 - „Funeraria”, Muzeul Național de Artă Contemporană, București
- 2011 - „Corpul supravegheat”, Victoria Art Center Gallery, București
- 2010 - ”Lemne.ro,” Muzeul Național de Artă Contemporană, București
- 2010 - ”El Camino Sacral,” Galeriile Dana, Iași
- 2009 – Bienala Pictură - Sculptură – Arad
- 2007 – „Arhetipuri”, Galeria Națională de Artă Contemporană, New Delhi, India
- 2006 – Salonul Național, Palatul Parlamentului, București
- 2005 – „Portretul”, Palatul Mogoșoaia, București
- 2004 – „Good Morning Balcani”, Palatul Cotroceni, București
- 2003 – „Sculptori români contemporani”, Galeria Apollo, București
- 2002 – „Dantesca”, Sala Rotonda a Teatrului Național București
- 2002 – „Orbis Urbis Europa”, Galeria Apollo, București
- 2001 - "Îngeri și oameni", Strasbourg, Franța
- 2001 - Kunstlerhauser, Munchen, Germania
- 2000 - Expoziția Universală, Hanovra, Germania
- 2000 - "56,5" - Galeria Simeza, București, România
- 1999 - "Bizanț latin", Galeria Bramante, Roma, Italia
- 1999 - "Desene de sculptor" - Galeria Simeza, București, România
- 1999 - "Sacrul în artă" - Palatul Parlamentului,București, România
- 1999 - "Rudenie și Partimoniu"- Sala Kalinderu, București, România
- 1999 - Salonul de Artă al Bucureștilor, România
- 1998 - Trienala de sculptură, Osaka, Japonia
- 1998 - "Transfigurații", Mucsarnok, Budapesta, Ungaria
- 1998 - "Artă figurativă", Muzeul Cobra, Amsterdam, Olanda
- 1998 - "Artă contemporană românească", Leipzig, Germania
- 1997 - "Arta în România astăzi", Ludwig Forum fur Internationale Kunst, Aachen, Germania
- 1997 - "Sacralitatea în artă" - Palatul Parlamentului, București
- 1997 - "ARTA'97" - Muzeul Băncii Naționale, București
- 1996 - "Experiment" - Teatrul Național, București
- 1996 - Târgul de artă, Nisa, Franța
- 1986, 1988, 1996 - Bienala Dantesca, Ravenna, Italia
- 1995 - Bienala de la Veneția, Pavilionul României
- 1995 - "Oameni din lemn colorați"- Galeria Catacomba, București
- 1995 - Galeria Klauss Braun, Stuttgart, Germania
- 1994 - "Bizanț după bizanț", Veneția, Italia
- 1994 - "Tema" - Muzeul Național de artă, București
- 1993 - "Primii pași - Arta românească a anilor '90 ",IFA Berlin Stuttgart, Bonn
- 1992 - Expoziția Universală - Sevilla '92, Pavilionul României
- 1992 - Desene de sculptor, Budapesta, Ungaria
- 1992 -"Artiști pentru România" – Muzeul Național de Artă, București
- 1991 - "Teracota" - Galeria Simeza, București
- 1991 - "Posibilitățile suprafeței" -Galeria Simeza, București
- 1991 - "Stare fără titlu ", Timișoara, România
- 1990 - Bienala  Asia - Europa, Ankara, Turcia
- 1990 - "Auriga" - Galeria Atelier 35, București
- 1990 - "Filocalia" - Teatrul Național, București
- 1989 - Expoziție de artă românească, Moscova, Rusia
- 1989 - "Schiță - obiect în sculptură" - Atelier 35, București
- 1988 - "Personajul din atelier" - Galeria Hanul cu Tei, București
- 1985 - Bienala Umorului, Gabrovo, Bulgaria

### Simpozioane de sculptură
- 2013 și 2012 - Simpozionul International de sculptură „Andezit”, Timișoara; 2008 – Parnu, Estonia; 2007 – Sibiu, Romania, lemn și Dorohoi, România, lemn; 2006 – Interarte, Timișoara, România, fier și Bogați, România - lemn; 2003 – Fuente Palmera, Spania – piatră; 2002 – Constanța, România – metal; 1998 - Sângeorz Băi, România - lemn; 1996 - Burgessler, Germania - lemn și Gărâna, România - lemn; 1995 - Hojer, Danemarca - lemn și Galați, România - metal;1994 - Althausen, Germania - lemn;1993 - Simpozionul "George Apostu", Bacău, România - lemn; 1992 - Beratzhausen, Germania - piatră; 1992 - Galați, România - metal; 1990 - Mtheta, Georgia - piatră; 1988 - Sighetul Marmației, România - lemn; 1987 - Oarba de Mureș, România - piatră; 1986 - Scânteia, România - piatră; 1985 - Căsoaia,  România - piatră; 1984 - Măgura, Județul Buzău, România – piatră;

### Lucrări de artă monumentală[4]
- 2004 – „Îngerul meu”, bronz, Plazza Romania, București
- 2002 – „Joaca cu îngerul”, bronz, Concordia – Orașul Copiilor, Ploiești Vest
- 2002 – „Coloana Mariei”, piatră, Beratzhausen, Germania
- 2001 – „Izvorul vieții”, piatră, Beratzhausen, Germania
- 2000 – „Iisus cu vița de vie”, bronz, com. Aricești, jud. Prahova
- 1999 – „Cortegiul Sacrificaților”, bronz, Memorialul Sighet, Sighetul Marmației, România
- 1998 – „Zidul roșu”, metal, Câmpulung Muscel, România

## Scenografii[5]
- 2000 – sculpturi și obiecte pentru spectacolul „Tovarășe Frankenstein, conducător iubit”, de Mihai Măniuțiu
- 1998 – „Timon din Atena” de William Shakespeare, Teatrul Național din Craiova, regia Mihai Măniuțiu
- 1998 – „Cetatea Soarelui” de Tomasso Campanella, Teatrul Act, regia Mihai Măniuțiu

## Publicații
- 2024 – „Tu!/You!" Aurel Vlad, album de artist, bilingv, Muzeul de Artă Constanța, text curatorial: Lelia Rus Pîrvan, traducere: Mona Momescu, concept grafic: Corina Gabriela Duma, Editura UNARTE, București, ISBN 978-606- 720-200-7
- 2023 – „O lume aproape fericită", Aurel Vlad, text curatorial: Cătălin Davidescu, concept grafic: Corina Gabriela Duma, Muzeul de Artă Craiova, ISBN 978-973- 0-37734-7
- 2023 – „Mulțimile lui Vlad", Aurel Vlad, album de artist, trilingv, concept grafic: Corina Gabriela Duma, Editura BookArt și Új Kriterion, Miercurea-Ciuc, ISBN  978-6-068994-69-7
- 2019 – „Hai, mergi!" - Editura Centrul Cultural „Palatele Brâncovenești”, ISBN 978-606- 9045-01-5
- 2016 – „Uprooted/Dezrădăcinat” Aurel Vlad, Cătălin Bădărău feat. Napoleon Tiron, Editura PostModernism Museum
- 2016 – „Silent Witness”, Editura UNARTE, București
- 2010 – „Personajul din atelier”, Editura UNARTE, București
- 2006 – „Gestul în sculptură între expresie și simbol”, Editura Paideia, București

## Premii și distincții[6]
- 2021 – Premiul Național „Constantin Brâncuși”, decernat de Institutul Cultural Român la Târgu Jiu;
- 2020 – Premiul „Constantin Brâncoveanu” al Fundației Alexandrion;
- 2015 – Premiul „Constantin Brâncuși" al M.L.N.R. și al Academiei Române
- 2015 – Premiul pentru Excelență în Artă al Uniunii Artiștilor Plastici din România;
- 2011 – Diploma de Excelență și Premiul Centrului de Cultură „George Apostu” din Bacău, România;
- 2009 – Marele Premiu „Constantin Brâncuși”, Bienala de Pictură, Sculptură și Grafică, Arad, România;
- 2003 – Premiul III, Simpozionul Internațional de Sculptură, Fuente Palmera, Córdoba, Spania;
- 2002 – Premiul „Ion Andreescu” pentru Sculptură al Academiei Române din București;
- 1998 – Marele Premiu la Salonul Municipal București, România;
- 1990 – Premiul pentru Sculptură al Uniunii Artiștilor Plastici din România; 1986 Bursa „Dimitrie Paciurea”.

### Decorații
- Ordinul național „Pentru Merit” în grad de Comandor (1 decembrie 2000) „pentru realizări artistice remarcabile și pentru promovarea culturii, de Ziua Națională a României”[7]

## Opera
Gest și adevăr în sculptură: Cred în puterea gestului de a deveni artă. Cred în acele gesturi transmise de la începuturile vieții, care exprimă emoții, sentimente, pasiuni, stări, limite. Ele devin ființe pline de viață, care se sperie, vibrează, se luminează, dăruiesc, suferă sau se bucură. Astfel de gesturi devin simboluri ale bucuriei sau durerii, ale fricii sau curajului, ale binecuvântării sau distrugerii etc. 

Eu sunt sculptor. Cercetez lucrând și căutând în mine expresia cea mai adevărată a vieții. Sunt sursă și model. Lucrez cu sensibilitatea și cu intuiția mea o carte pe care numai eu o pot citi. Mă uit la lumea înconjurătoare, dar mă uit și într-un interior – nu al meu neapărat, ci, parcă, în interiorul tuturor stărilor din care provin. Călătoria în interiorul meu – dincolo de stările de om, de animal, plantă, apă, fir de neant – se produce ca o emoție atât de intensă, încât am sentimentul că mă desprinde din trupul meu de carne, transfigurându-mă în trup de lumină. Prin văzul exterior și prin văzul interior ajung la sursele mele de inspirație.

Lucrările din această expoziție le-am realizat privind lumea din jurul meu. Imaginile s-au adunat în mine ca un fior, un farmec, o ispită. Dar niciodată pe de-a-ntregul, ci atât cât să nu mă pot opri. Ceva care a revenit ca o dragoste în căutarea căreia trebuia să pornesc neapărat. Ceva minunat, ascuns în spatele unui perete de apă, ceva ce mi-am dorit întotdeauna.

Sufletul omenesc este ca un nor format din toate aceste stări, emoții, sentimente. Nu știu după ce regulă se descarcă norul, ce fulgere fac ca picături încărcate de aură să mă bântuie. Sculpturile acestea au crescut în interiorul meu ca niște plante pe întuneric: firave, fragile, misterioase, trase în sus de o forță necunoscută. Când ele au devenit adevărate „modele interioare”, am început lucrul. Pentru a le realiza, am căutat un material care să poarte în sine aceleași stări, emoții, fiori precum imaginile de la care am pornit. De cele mai multe ori, acesta a fost lemnul. Îmi degroșez lemnul pe jos, parcă după o știință a planurilor despre care vorbea Rodin, dar foarte repede îl ridic în picioare și îl lucrez în poziția în care va sta sculptura. Mă mișc tot timpul în jurul lui, pentru că am nevoie de toate vederile. Aș compara lucrul meu cu formarea copilului în placentă. El crește cu totul – nu de la-nceput partea din față și apoi spatele, sau, pe rând, diferitele părți. În copacul degroșat, pus în picioare, fac semne, pun repere, tai, găuresc ca să prind alte bucăți de lemn pentru brațe, sau, acolo unde trupul o cere, pun cât mai mult, să aibă de unde să se hrănească, să se dezvolte. Desenez tot timpul direct pe lemn. Nu două figuri față-spate, ca Leonardo da Vinci, nici patru, ca vechii greci și renascentiștii. Desenez ca un fel de tăiere, de corectură, de îndreptare. De fapt, fiecare desen este urmat imediat de cioplire. Apoi iar desenez cu pensula mare, cu tempera roșie. De multe ori, lucrările au rămas în acest stadiu: sunt desenate cu vopsea roșie parcă pentru a fi cioplite în continuare. 

Uneori am găsit în tabla veche, ruginită, plumbuită, zincată, vopsită, ruptă de pe acoperișuri, aceeași emoție, stare, ca cea a personajelor pe care am vrut să le reprezint. Am lucrat mici „studii” din bucățele de tablă frământată cu ciocanul și prinse cu puțin cositor, am modelat mari lucrări din bucăți de tablă prinse cu popnituri, încercând să păstrez „aura” cu care personajele mele au crescut în mine. Iar tabla, acest material industrial, rece, cenușiu, tăios, nu s-a opus, ci s-a modelat după compozițiile mele cu o viteză egală cu dorința mea de a descărca aceste imagini. Iată de ce aș compara tabla cu un CD de care m-am folosit pentru a imprima imaginile primite prin văzul exterior și văzul interior.

Lucrările le expun la fel ca în ziua în care le-am realizat. Nu sunt finisate, șlefuite, lustruite. Opresc lucrul când sculptura se regăsește în „modelul interior”. Cred (din necesitate interioară) că sculptura mea trebuie să fie ca mine – asprimile ei, suprafața modelată de ciocan, popniturile, cositorul vorbesc despre bucuria mea, despre gestul mâinilor mele, despre pasiunea cu care am înconjurat-o.

Nu încerc să ascund nimic, pentru că o lucrare, dincolo de semnificațiile cu care este încărcată sau pe care le capătă apoi, este în primul rând o reprezentare a sculptorului care a creat-o. „Sinceritatea” aceasta îi dă viață și forța de a trăi.

Cred că metodele mele de lucru nu diferă cu nimic de metodele altor sculptori. Laboratorul meu este identic cu laboratorul oricărui sculptor. Atelierele noastre sunt la fel și, poate, nu foarte diferite de cele ale unui coleg din Grecia antică. Avem aceleași gesturi, facem aceeași trudă, creăm cu aceeași bucurie. Ne leagă atât de multe, încât deosebirile nu se pot discerne. Iar dacă există deosebiri, despre ele vorbesc, mult mai bine, lucrările. Aurel Vlad